# Virgilijus Alekna
Virgilijus Alekna (Terpeikiai, 13 de fevereiro de 1972) é um lançador de disco da Lituânia.
Campeão da prova nos Jogos Olímpicos de Sydney 2000, Alekna herdou a medalha de ouro nos Jogos Olímpicos de Atenas 2004 após a descoberta do doping do húngaro Róbert Fazekas.
Alekna também tem duas medalhas de ouro em Mundiais, conquistadas nas edições de Paris 2003 e Helsinque 2005.
Seu filho, Mykolas Alekna, se tornou recordista mundial do disco em 2024, com um lançamento de 74,35 m. Em Paris 2024, ele chegou a quebrar o recorde olímpico do pai lançando a 69,97 m, mas acabou sendo superado pelo campeão olímpico de Paris, Roje Stone, com um lançamento de 70,00 m cravados.